# Gordana Marković
Gordana Marković, z domu Jovanović, cyr. Гордана Марковић [Јовановић] (ur. 4 stycznia 1951) – serbska szachistka, mistrzyni międzynarodowa od 1979 roku.

## Kariera szachowa
Pochodzi z rodziny o tradycjach szachowych, jej siostry Katarina i Rużica również osiągały szachowe sukcesy. Pod koniec lat 70. i w latach 80. Gordana należała do ścisłej czołówki jugosłowiańskich szachistek. W 1977 r. podzieliła I-II m. (wspólnie z Amaliją Pihajlić) w finale indywidualnych mistrzostw kraju, natomiast w 1981 r. w finałowym turnieju samodzielnie zwyciężyła. W 1978 r. zajęła II m. w turnieju strefowym (eliminacji mistrzostw świata), rozegranym w Travniku i zdobyła awans do turnieju międzystrefowego w Alicante w 1979 roku (w turnieju tym zajęła XIII miejsce). Do turniejów międzystrefowych awansowała jeszcze dwukrotnie, w latach 1987 (Smederevska Palanka, XIII m.) oraz 1991 (Subotica, dz. XXII m.).
W latach 1978–1988 pięciokrotnie (w tym 3 razy na I szachownicy) reprezentowała barwy Jugosławii na szachowych olimpiadach, w 1988 r. zdobywając wspólnie z drużyną brązowy medal.
Najwyższy ranking w karierze osiągnęła 1 lipca 1987 r., z wynikiem 2335 punktów dzieliła wówczas 24-27. miejsce na światowej liście FIDE, jednocześnie zajmując 3. miejsce (za Alisą Marić i Suzaną Maksimović) wśród jugosłowiańskich szachistek.
Od 2000 r. w turniejach klasyfikowanych przez Międzynarodową Federację Szachową startuje bardzo rzadko.